# Drosophila tucumana
Drosophila tucumana är en tvåvingeart som beskrevs av Vilela och Guido Pereira 1985. Drosophila tucumana ingår i släktet Drosophila och familjen daggflugor.
Artens utbredningsområde är Argentina.